# Plaza Francia (Buenos Aires)

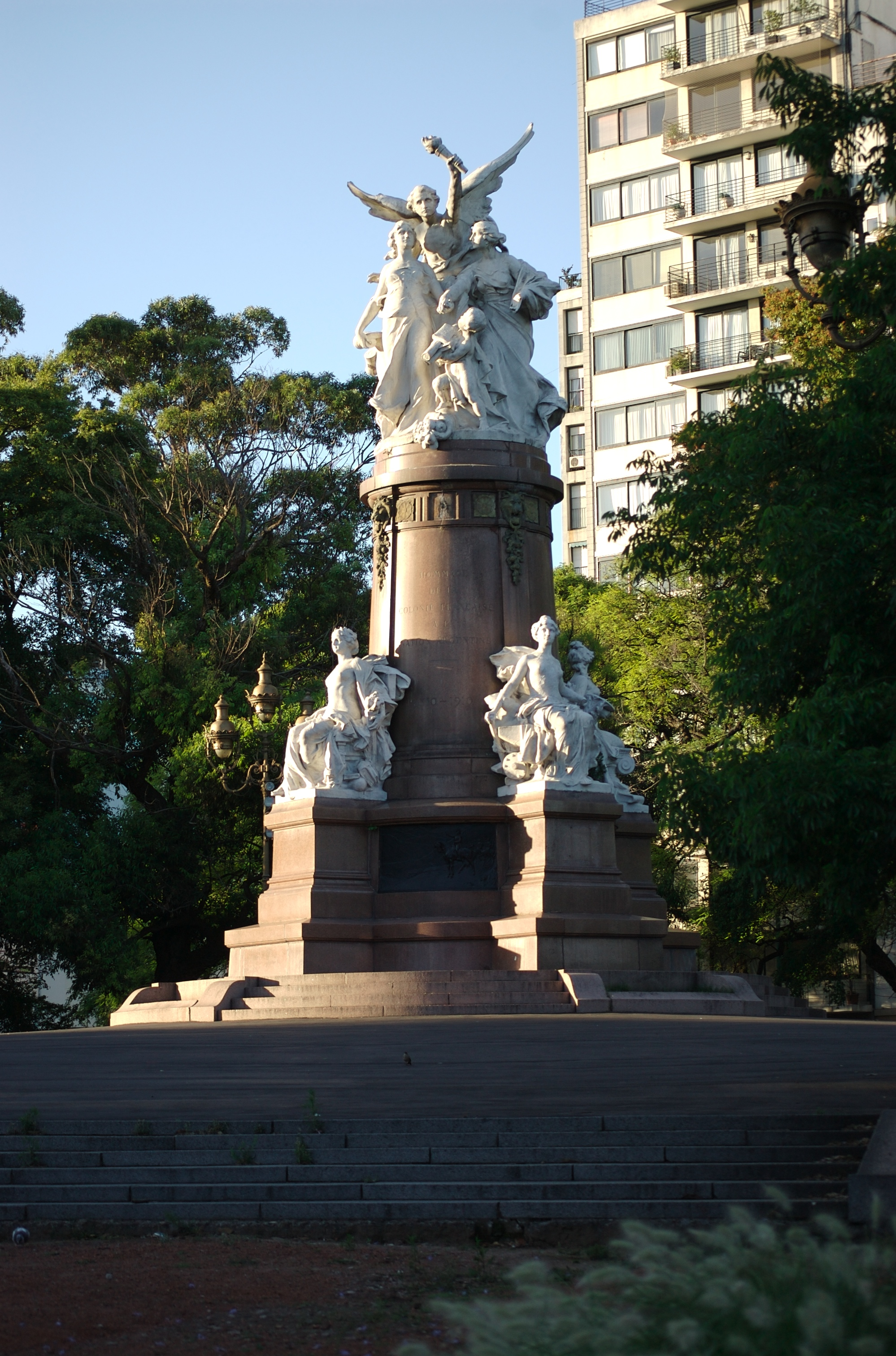
Monumento de Francia a la Argentina, donado en 1910.

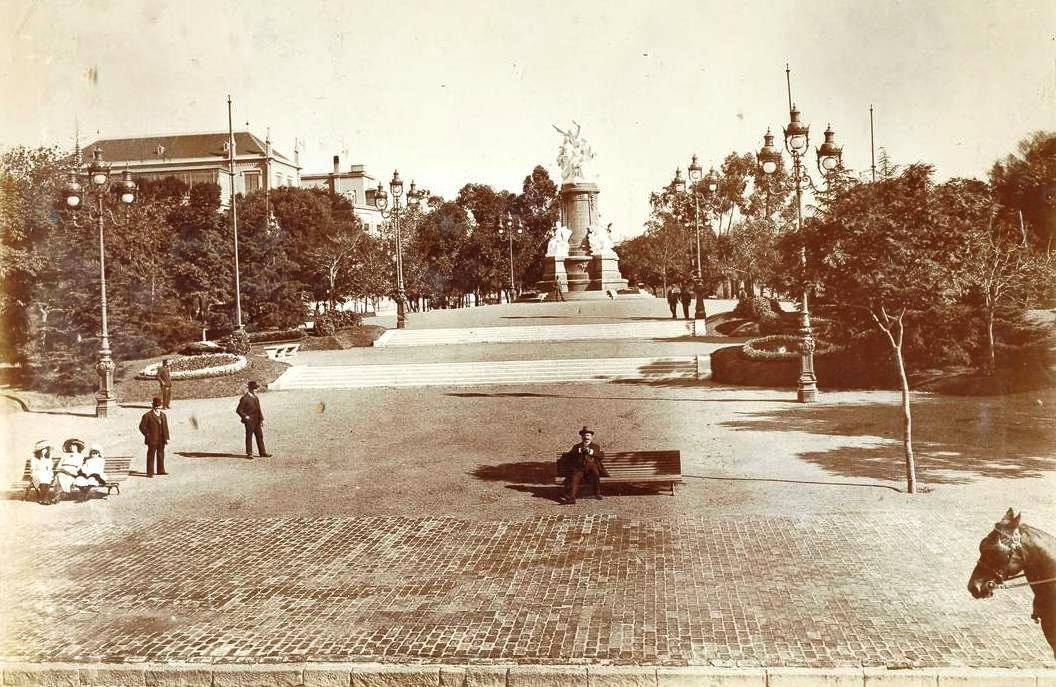
Charles Thays, creador de Plaza Francia, posa en un banco en 1914. Atrás, el Monumento de Francia. (Fuente: AGN).

La Plaza Francia es un espacio público verde en el barrio de Recoleta, ciudad de Buenos Aires. Popularmente, la gente le ha trasladado su nombre a la cercana Plaza Intendente Alvear, lo cual puede llevar a confusiones.
Fue creada por Ordenanza Municipal el 19 de octubre de 1909, como parte de los cambios introducidos en el paisaje urbano en ocasión del Centenario de la Revolución de Mayo (1910). Diseñada por el paisajista francés Charles Thays, forma parte de un conjunto amplio de plazas, como la Intendente Alvear (ya diseñada por Thays hacia 1895), la San Martín de Tours, la Juan XXIII, la Ramón Carcano, la Dante, la Rubén Darío, la Mitre, la República de Brasil, y otras menores. 

El monumento representa los lazos entre los dos países, incluyendo el republicanismo y las semejanzas en sus historias hacia 1800. En los costados del monumento, se representa la toma de la Bastille, el cruce de los Andes, el Juramento del Juego de Pelota, y el Congreso de Tucumán. 

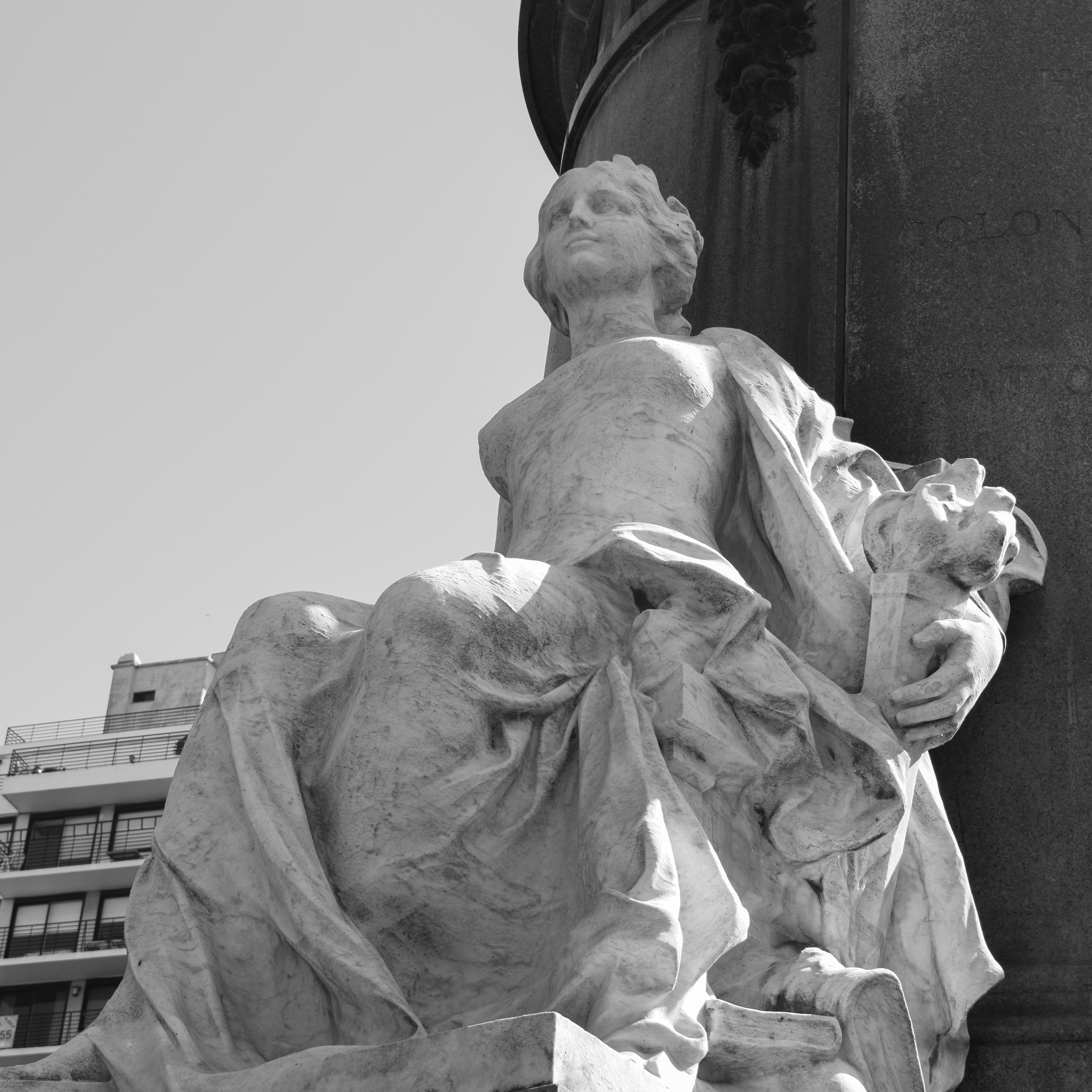
Figura alegórica "Ciencia y Progreso, ubicada en uno de los vértices de la Escultura 'Francia a la Argentina'.

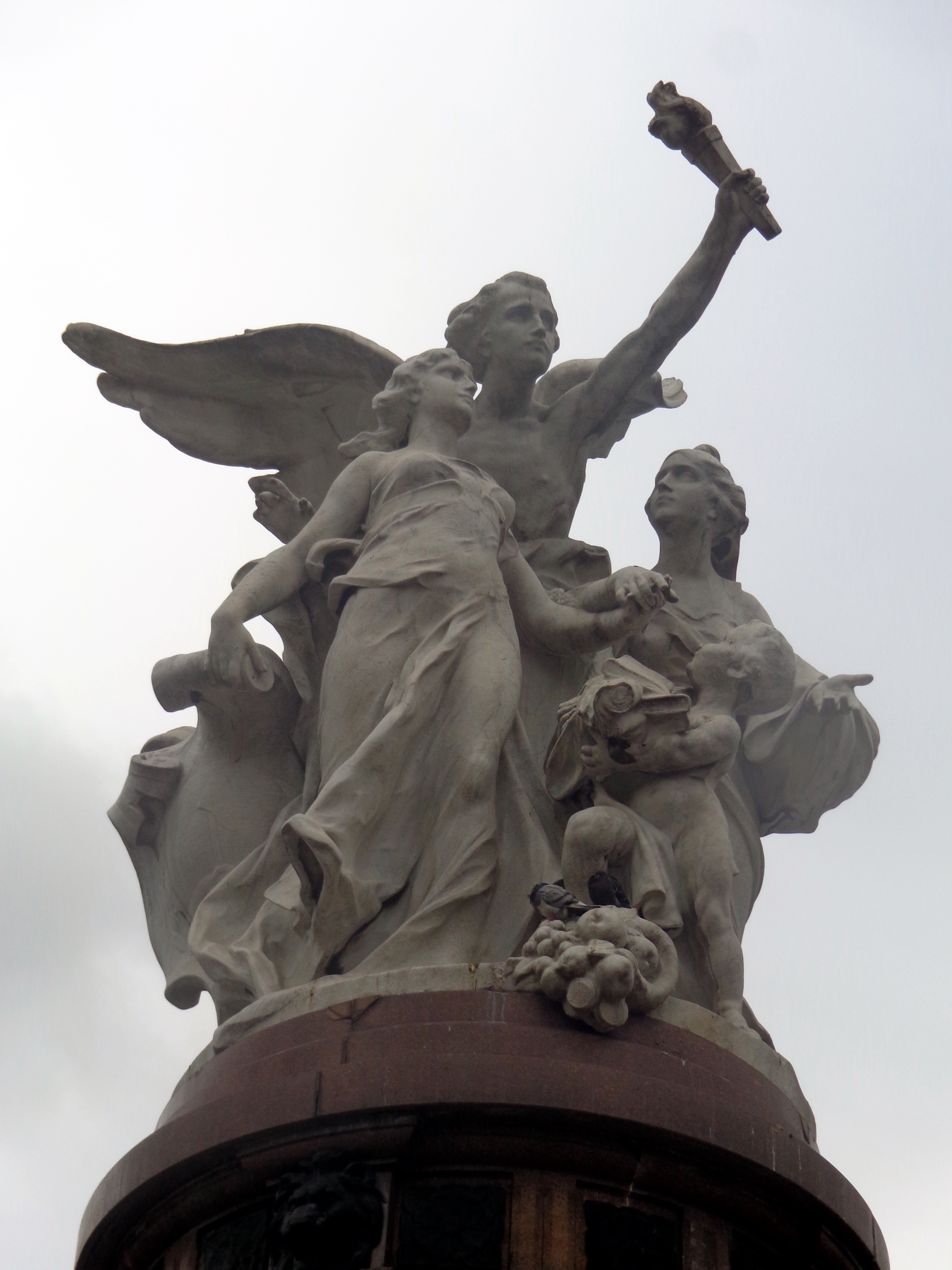
Francia a la Argentina Emile Peynot 04

Está denominada por el Monumento de Francia a la Argentina, obra del francés Émile Peynot e inaugurada en 1910 por el Centenario. Fue realizada en Francia y ensamblada en Buenos Aires. La escultura está realizada en mármol de Carrara y su pedestal de granito rojo lustrado. 
Consta de tres grupos de figuras alegóricas a Francia y a la Argentina. La primera se encuentra sobre la plataforma circular de granito, con escenas de la Revolución Francesa: la Toma de la Bastilla; la Primera Junta de Gobierno surgida el 25 de mayo de 1810 y el Cruce de los Andes por el Ejército Libertador de San Martín. La segunda se ubica en la parte media; cuatro figuras de los vértices representan "la Ciencia", "la Industria", "la Agricultura" y "las Artes". Por último un grupo escultórico, corona su fuste principal, simboliza a Francia y Argentina tomadas de la mano, avanzando firmes hacia el progreso. 

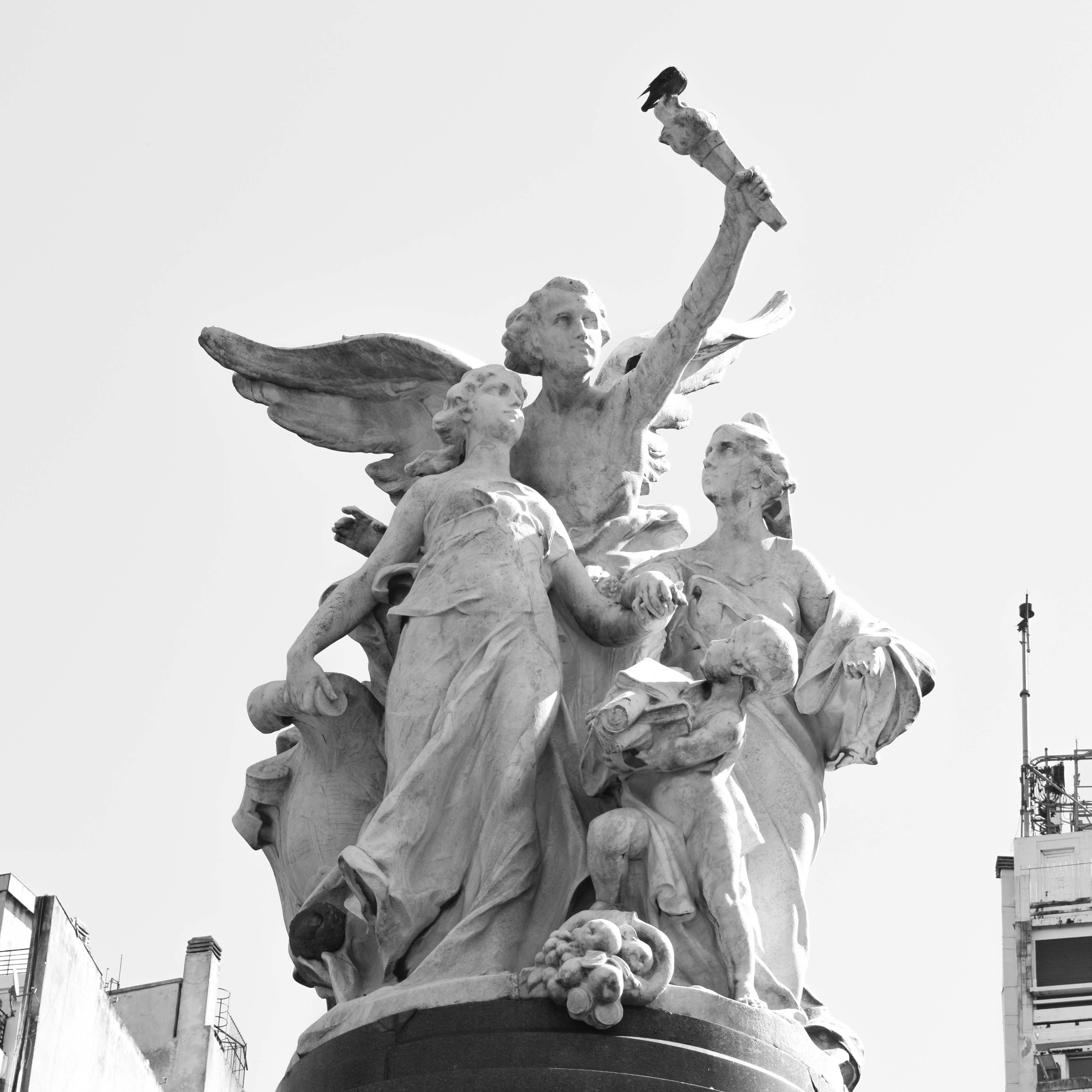
Se muestran las figuras femeninas que coronan el fuste de la Escultura 'Francia a la Argentina', simbolizando a la Argentina y Francia, guiadas por una "victoria alada".

También está, muy cerca, el monumento a Louis Braille (1809-1852), pedagogo francés inventor del sistema universal de lectura para ciegos que lleva su nombre. El busto de bronce es obra de Lázaro Djibilian y existe desde 1980.
En 2012 la plaza fue seriamente afectada, paisajistas y asociaciones en defensa del patrimonio iniciaron un juicio para detener la destrucción de la Plaza. Dichas obras provocaron excavaciones, llegando a destruir incluso la barranca. También se verificó la extracción de añosos árboles,